# Ricardo Rosset
Ricardo Rosset,  brazilski dirkač Formule 1, *27. julij 1968, São Paulo, Brazilija.
Ricardo Rosset je upokojeni brazilski dirkač Formule 1. Debitiral je v sezoni 1996 ko je ob kar osmih odstopih kot najboljšo uvrstitev dosegel osmo mesto na dirki za Veliko nagrado Madžarske. V naslednji sezoni 1997 je nastopil le na prvi dirki sezone za Veliko nagrado Avstralije, toda ni se mu uspelo kvalificirati na dirko. V sezoni 1998 se mu petkrat ni uspelo kvalificirati na dirko, sedemkrat je odstopil, kot najboljši rezultat pa je dosegel osmo mesto na dirki za Veliko nagrado Kanade. Kasneje ni več nikoli dirkal v Formuli 1.

## Popolni rezultati Formule 1
(legenda) (odebeljene dirke pomenijo najboljši štartni položaj, poševne pa najhitrejši krog, †-uvrščen kljub odstopu)
| Leto | Moštvo                  | Šasija        | Motor    | 1       | 2       | 3       | 4       | 5       | 6       | 7       | 8       | 9      | 10     | 11      | 12      | 13      | 14      | 15      | 16      | 17 | Prv | Toč |
| ---- | ----------------------- | ------------- | -------- | ------- | ------- | ------- | ------- | ------- | ------- | ------- | ------- | ------ | ------ | ------- | ------- | ------- | ------- | ------- | ------- | -- | --- | --- |
| 1996 | Footwork Hart           | Footwork FA17 | Hart V8  | AVS 9   | BRA Ret | ARG Ret | EU 11   | SMR Ret | MON Ret | ŠPA Ret | KAN Ret | FRA 11 | VB Ret | NEM 11  | MAD 8   | BEL 9   | ITA Ret | POR 14  | JAP 13  |    | -   | 0   |
| 1997 | Mastercard Lola F1 Team | Lola T97/30   | Ford V8  | AVS DNQ | BRA     | ARG     | SMR     | MON     | ŠPA     | KAN     | FRA     | VB     | NEM    | MAD     | BEL     | ITA     | AVT     | LUK     | JAP     | EU | -   | 0   |
| 1998 | Tyrrell                 | Tyrrell 026   | Ford V10 | AVS Ret | BRA Ret | ARG 14  | SMR Ret | ŠPA DNQ | MON DNQ | KAN 8   | FRA Ret | VB Ret | AVT 12 | NEM DNQ | MAD DNQ | BEL Ret | ITA 12  | LUK Ret | JAP DNQ |    | -   | 0   |